# Pallavicinius
Pallavicinius là một chi rêu trong họ Pallaviciniaceae.